# Carlos Carvajal Barahona
Carlos Dantón Carvajal Barahona (Peumo, Chile, 19 de noviembre de 1954) es un profesor, etnohistoriador y exmaratonista chileno, conocido por terminar varias de sus carreras descalzo tal como lo hiciera años antes su referente deportivo Abebe Bikila. Ostentó el mejor tiempo de Chile en maratón desde 1982 hasta 1988 con 2:14:02 siendo hasta la fecha el tercer mejor registro de un chileno en ésta prueba, sólo superado por Omar Aguilar en 1988 y Hugo Catrileo en 2022. En la actualidad se dedica a la docencia, a la literatura y a la investigación historiográfica, y ya cuenta con 4 libros de su autoría.

## Biografía

#### Primeros años y educación
Hijo de Elba Barahona Lira y Luis Dantón Carvajal Alvarado, vivió toda su infancia en un sector de Peumo llamado Aguas Claras cursó su educación básica en la escuela Guillermo Burmester Z. de su localidad, luego la continuó en el colegio Antonio de Zúñiga y su educación media la realiza en el Liceo Rubén Castro de Valparaíso y en la Escuela Consolidada de San Vicente de Tagua Tagua. Estudió Castellano en la extinta Universidad Técnica del Estado (UTE).

#### Militancia política y persecución
Su padre fue militante del Partido Comunista de Chile y él perteneció a las Juventudes Comunistas de Chile, lo que le significó ser perseguido por la dictadura militar al punto de ser detenido en Rancagua durante 4 meses interrumpiendo sus estudios universitarios. Estando la UTE bajo el control militar, fue aceptado de regreso con la condición de no participar en activismos políticos.

#### Vida privada
Está casado y es padre de tres hijos.

## Carrera deportiva
Hasta que cursó sus estudios universitarios nunca practicó deportes, probablemente por ser diagnosticado en su niñez de asma crónica. Dado que su carrera le exigía tomar créditos deportivos, ingresa a atletismo y allí se interesa en las competencias iniciando en 800 y 1500 metros para continuar luego de algunos años en competencias de fondo donde se da cuenta de que tenía aptitudes y consigue buenos tiempos.
En 1977 clasifica a la Carrera Internacional de San Silvestre de São Paulo pero dado que aún se encontraba firmando por su detención previa en Rancagua no podía salir del país. Gracias a las gestiones del militar a cargo de la universidad en ése entonces logró conseguir un permiso especial y más adelante su libertad final.
En 1982 participa en los Juegos ODESUR en Santa Fe (Argentina) obteniendo el Bronce, pero siendo recordado por muchos colegas por descalzarse sus zapatos a mitad de la carrera y obtener una gran ventaja respecto de su más cercano competidor. En octubre del mismo año logra su primer hito en el deporte nacional, consiguiendo el mejor registro chileno en maratón a la fecha con 2:14:02, título que arrebató a Edmundo Warnke y que mantuvo hasta el año 1988 cuando el deportista Omar Aguilar consigue el tiempo de 2:12:19 en Róterdam.
Representó a Chile en el Campeonato Mundial de Atletismo en 1983 en Helsinki, Finlandia, llegando en el puesto N.ª 51 con un tiempo de 2:27:30
Una condromalacia rotuliana lo obliga a retirarse de la competencia profesional en 1988. A pesar de ello y de otras enfermedades que le han afectado, Carvajal nunca dejó el deporte y participó de manera amateur en muchas competiciones hasta el día de hoy.

## Docencia
Paralelamente a su carrera deportiva, se dedicó a la docencia en muchos centros educativos como el Instituto de Humanidades Luis Campino, Liceo Jean Buchannan de Peumo (a jóvenes y adultos), Colegio Particular Santísima Virgen María, Liceo Ignacio Carrera Pinto, Colegio Alcalde Pedro Urbina y Liceo Agrícola del Tambo.

## Investigación y Etnohistoria

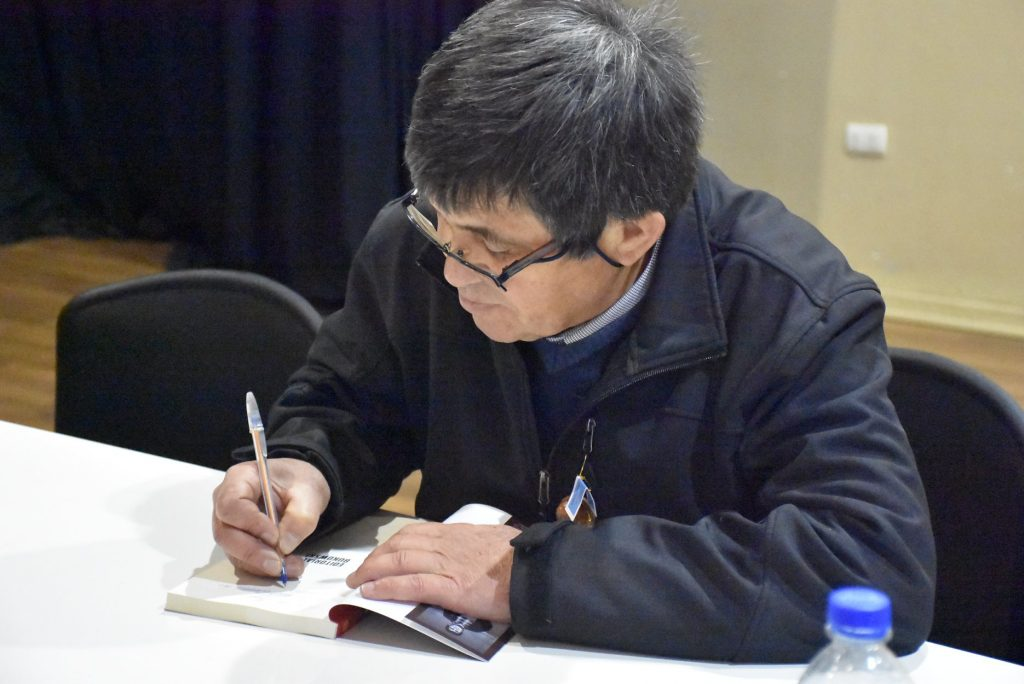
Carlos Carvajal firmando libro Pikunche

Carlos Carvajal se ha dedicado prolíficamente a la escritura desde edad temprana. Ha demostrado interés por la historia y los orígenes de los asentamientos humanos en Chile, realizando vastas investigaciones para documentar sus publicaciones.

## Obras
- Gulutreng, crónica, mito y leyendas de Peumo, (2013), Primeros Pasos Ediciones.
- Historia del ñidol lonko Leviantú y de la nación pewenche de Villucura, (2015), Editorial Bukowsky.
- Canto y poesía popular Sanvicentinos: flor de orgullo nacional, (2016), Editorial Bukowsky.
- Pikunche del Pueblo de Indios de Peomo y de las Mercedes de Cudau, (2019), Editorial Bukowsky.

## Distinciones
- El año 1989 es reconocido como El profesor más representativo en el área cultural por la Seremi de educación de la Sexta Región.
- En 1995 es declarado Hijo Ilustre de la comuna de Peumo.